# Giải bóng đá hạng tư quốc gia Cộng hòa Síp 1990–91
Giải bóng đá hạng tư quốc gia Cộng hòa Síp 1990–91 là mùa giải thứ sáu của giải bóng đá hạng tư Cộng hòa Síp. Giải đấu được chia thành 3 bảng theo khu vực địa lý, đại diện cho Quận Cộng hòa Síp. Các đội vô địch gồm:
- Bảng Nicosia-Keryneia: AEK Kakopetrias
- Bảng Larnaca-Famagusta: Achyronas Liopetriou
- Bảng Limassol-Paphos: Kentro Neotitas Maroniton

Ba đội vô địch được thăng hạng Giải bóng đá hạng ba quốc gia Cộng hòa Síp 1991–92. Có 7 đội xuống chơi ở các giải khu vực.